# Vozovna Královská obora
Vozovna Královská obora je bývalá tramvajová vozovna v Praze-Bubenči, která stojí ve východní části Královské obory poblíž planetária. Spolu s oborou a Místodržitelským letohrádkem je chráněna jako nemovitá kulturní památka České republiky.

## Historie
Původní vozovna v oboře vznikla úpravou konírny koňské dráhy, která měla rozměry 8×18 metrů. Svoji činnost zahájila 28. září 1898 jako provizorní a poskytla zázemí čtyřem vozům Elektrických podniků.
Dne 7. října 1898 vypsala Rada královského hlavního města Prahy veřejné řízení na výstavbu nové dvoulodní vozovny na místě té provizorní. Její stavba byla zahájena 1. prosince 1898 a dokončena 30. června 1899. V březnu 1901 Elektrické podniky vypracovaly projekt zásadní přestavby kolejiště před vozovnou. Od 1. září 1901 měla tato stanice jeden ze dvou prvních automatů na jízdenky pražských elektrických drah. Provoz na rekonstruovaném kolejišti byl zahájen 29. června 1902; zároveň byla zrušena přesuvna a pro obsluhu lodí a stanice zřízeno šestikolejné nádraží. V průběhu roku 1904 byla k vozovně přistavěna malá jídelna pro zaměstnance. V roce 1910 došlo ke zboření staré budovy z dob koněspřežné tramvaje; nahradila ji nová zděná administrativní budova, která obsahovala výpravnu, místnost pro zálohu a byt.
Vozovna byla v provozu do konce roku 1930, poté několik let patrně sloužila k odstavování rezervních vlečných vozů. Vzhledem ke své zanedbatelné kapacitě ale byla v roce 1936 zrušena. Na počátku roku 1937 byla zbořena hala vozovny i s kolejištěm a také navazující krytá zastávka. Zachována byla pouze zděná administrativní budova vozovny z roku 1910. Ta byla po letech chátrání v letech 2007–2008 rekonstruována a doplněna novostavbou s lamelovým obkladem. Nachází se zde restaurace.

## Popis
Vozovna Elektrických podniků z hrázděného zdiva na cihlových základech měla dvě lodě s kolejemi o délce 28 metrů. Koleje byly vybaveny revizními kanály s přístupem po schůdcích jen ze strany vjezdu.
Zastávkový prostor na koncovém úseku tramvajové trati zakrýval samostatný přístřešek. Vjezdová část vozovny byla otevřená a zadní stěna prosklená s průchodem pro pěší. Na první kolej přijížděly vozy přímo po odbočce z vlastní trati. Na tuto odbočku byla napojena další kolej, která vedla na posuvnu, kde se obsluhovaly zbývající tři odstavné koleje v druhé remízovací hale.